# Heinz Fischer
Dr. Heinz Fischer ( [haɪnts ˈfɪʃɐ] (ajuda·info); Graz, 9 de outubro de 1938) foi presidente federal da Áustria entre 2004 e 2016. Foi eleito presidente no dia 25 de abril de 2004. Hoje é o político mais popular do país.
Heinz Fischer acabou sua educação secundária em 1956. Cursou depois Direito na Universidade de Viena, graduando em 1961.
Após sua graduação, Fischer iniciou uma carreira política como sub-secretário do Partido Social-Democrata da Áustria (SPÖ). Em 1971, foi eleito no Conselho nacional, no qual ficou como deputado até 2004, com uma interrupção de três anos. Em 1975 ,assumiu a presidência dos parlamentários da SPÖ, e em 1977 tornou-se vice-presidente to Partido Social-Democrata.
Ao mesmo tempo, ele não abandonou sua carreira académica, em 1978 tirou sua agregação e, em 1993, assumiu uma cadeira em ciências políticas na Universidade de Innsbruck.
Entre 1983 e 1987, foi Ministro dos assuntos económicos do governo de Fred Sinowatz, depois tournou-se novamente vice-presidente do partido. Em 1990 foi eleito Primeiro presidente do conselho nacional austríaco, ficando nesta função até 2002. Entre 2002 e 2004, foi vice-presidente do conselho nacional.
Em Janeiro de 2004 foi anunciada sua decisão de se candidatar à Presidência Federal em sucessão de Thomas Klestil. No dia 10 de Março, seguindo uma tradição na política austríaca, Heinz Fischer demitiu-se de todas as posições no Partido Social-Democrata. Nas eleições em Abril de 2004, Fischer derrotou Benita Ferrero-Waldner, candidata do ÖVP que também foi apoiada pelo FPÖ, com 52,39% dos votos. Tornou-se 8º presidente da Segunda República oficialmente no dia 18 de Julho.
A 31 de Janeiro de 2005 foi agraciado com o Grande-Colar da Ordem do Infante D. Henrique e a 23 de Julho de 2009 foi agraciado com o Grande-Colar da Ordem Militar de Sant'Iago da Espada de Portugal.